# Koperta nidogra
Koperta nidogra är en insektsart som beskrevs av Irena Dworakowska 1994. Koperta nidogra ingår i släktet Koperta och familjen dvärgstritar.
Artens utbredningsområde är Sri Lanka. Inga underarter finns listade i Catalogue of Life.